# Version (album)
Version er det andet Coverversion fra Mark Ronson.

## Nummerliste
1. "God Put a Smile upon Your Face" (featuring Daptone Horns) – Originally by Coldplay – 3:12
2. "Oh My God" (featuring Lily Allen) – Originally by Kaiser Chiefs – 3:35
3. "Stop Me If You Think You've Heard This One Before" (aka "Stop Me") (featuring Daniel Merriweather) – Originally by The Smiths – 3:53
4. "Toxic" (featuring Tiggers and Ol' Dirty Bastard) – Originally by Britney Spears – 4:05
5. "Valerie" (featuring Amy Winehouse) – Originally by The Zutons – 3:39
6. "Apply Some Pressure" (featuring Paul Smith of Maxïmo Park ) – Originally by Maxïmo Park – 3:36
7. "Inversion" – 1:47
8. "Pretty Green" (featuring Santo Gold) – Originally by The Jam – 3:16
9. "Just" (featuring Phantom Planet)  – Originally by Radiohead – 5:20
10. "Amy" (featuring Kenna)  – Originally by Ryan Adams – 3:32
11. "The Only One I Know" (featuring Robbie Williams) – Originally by The Charlatans – 3:59
12. "Diversion" – 1:19
13. "L.S.F." (featuring Kasabian) – Originally by Kasabian – 3:30
14. "Outversion" – 1:50
15. "Pistol of Fire" * – Originally by Kings of Leon – 2:57

* bonus track